# Elezioni parlamentari in Belgio del 1971
Le elezioni parlamentari in Belgio del 1971 si tennero il 7 novembre per il rinnovo del Parlamento federale (Camera dei rappresentanti e Senato). In seguito all'esito elettorale, Gaston Eyskens, espressione del Partito Popolare Cristiano, fu confermato Primo ministro; nel 1973 fu sostituito da Edmond Leburton, esponente del Partito Socialista Belga.

## Risultati

### Camera dei rappresentanti
| Liste                                                                       | Voti      | %     | Seggi |
| --------------------------------------------------------------------------- | --------- | ----- | ----- |
| Partito Socialista Belga (PSB/BSP)                                          | 1 335 730 | 25,29 | 57    |
| Partito Popolare Cristiano                                                  | 967 701   | 18,32 | 40    |
| Partito della Libertà e del Progresso/Partito per la Libertà e il Progresso | 865 655   | 16,39 | 34    |
| Unione Popolare                                                             | 586 917   | 11,11 | 21    |
| Partito Social-Cristiano                                                    | 327 393   | 6,20  | 15    |
| Raggruppamento Vallone                                                      | 306 606   | 5,81  | 12    |
| Partito Social-Cristiano - Partito Popolare Cristiano                       | 292 101   | 5,53  | 12    |
| Fronte Democratico dei Francofoni - Raggruppamento Vallone                  | 286 639   | 5,43  | 12    |
| Partito Comunista del Belgio (PCB/PKB)                                      | 159 213   | 3,01  | 5     |
| Rode Leeuwen                                                                | 104 040   | 1,97  | 4     |
| Partito Liberale Indipendente Belga                                         | 21 919    | 0,42  | –     |
| Cristiani Indipendenti                                                      | 7 801     | 0,15  | –     |
| Altri <0,10%                                                                | 19 916    | 0,38  | –     |
| Totale                                                                      | 5 281 631 | 100   | 212   |

Riepilogo dei partiti presenti in liste diversamente denominate
| PSB/BSP | PSB/BSP   |
| Sigla   | Voti      |
| ------- | --------- |
| BSP     | 623.395   |
| PSB/BSP | 162.852   |
| PSB     | 549.483   |
| Totale  | 1.335.730 |

| PLP/PVV | PLP/PVV |
| Sigla   | Voti    |
| ------- | ------- |
| PVV     | 392.130 |
| PLP     | 275.776 |
| PVV/PLP | 107.615 |
| PLP (B) | 90.134  |
| Totale  | 865.655 |

| PCB/KPB | PCB/KPB |
| Sigla   | Voti    |
| ------- | ------- |
| PCB     | 91.726  |
| KPB     | 67.487  |
| Totale  | 159.213 |

### Senato
| Liste                                                                       | Voti      | %     | Seggi |
| --------------------------------------------------------------------------- | --------- | ----- | ----- |
| Partito Popolare Cristiano - Partito Social-Cristiano                       | 1 547 853 | 29,70 | 34    |
| Partito Socialista Belga (PSB/BSP)                                          | 1 326 242 | 25,45 | 22    |
| Partito della Libertà e del Progresso/Partito per la Libertà e il Progresso | 776 514   | 14,90 | 15    |
| Fronte Democratico dei Francofoni - Raggruppamento Vallone                  | 598 768   | 11,49 | 6     |
| Unione Popolare                                                             | 592 509   | 11,37 | 12    |
| Partito Comunista del Belgio                                                | 106 799   | 2,05  | 1     |
| BSP - Rode Leeuwen                                                          | 97 371    | 1,87  | –     |
| Partito Liberal Democratico e Pluralista                                    | 81 133    | 1,56  | 2     |
| Unione Democratica e Progressista                                           | 61 616    | 1,18  | –     |
| Partito Liberale Indipendente Belga                                         | 15 138    | 0,29  | –     |
| Kaganovemus                                                                 | 3 800     | 0,07  | –     |
| LVV                                                                         | 3 159     | 0,06  | –     |
| Valentyn                                                                    | 513       | 0,01  | –     |
| Totale                                                                      | 5 211 415 | 100   | 106   |

Riepilogo dei partiti presenti in liste diversamente denominate
| PSB/BSP | PSB/BSP   |
| Sigla   | Voti      |
| ------- | --------- |
| PSB     | 710.437   |
| BSP     | 615.805   |
| Totale  | 1.326.242 |
| BSP-RL  | 97.371    |
| Totale  | 1.423.613 |